# 2002 год в киберспорте

## Турниры
Ниже приведён список международных и национальных турниров, прошедших в 2002 году, ход и результаты которых удостоились освещения со стороны профессиональных сайтов и изданий.

### Август
| Турнир        | Место проведения | Дата проведения         | Дисциплины       | Призовой фонд |
| ------------- | ---------------- | ----------------------- | ---------------- | ------------- |
| QuakeCon 2002 | США, Даллас      | 15 августа — 18 августа | Quake III: Arena | 40000$        |

### Октябрь
| Турнир                 | Место проведения         | Дата проведения       | Дисциплины     | Призовой фонд |
| ---------------------- | ------------------------ | --------------------- | -------------- | ------------- |
| World Cyber Games 2002 | Республика Корея, Тэджон | 28 октября — 3 ноября | Counter-Strike | 300000$       |

## Победители крупнейших соревнований
Победителями наиболее значительных киберспортивных соревнований в 2002 году, в число которых входят регулярно проводимые крупные турниры, собирающие лучших игроков в различных дисциплинах, а также турниры с крупным призовым фондом (более 10 000$ за первое место), стали следующие игроки и команды.

### Age of Empires II
- Halen — World Cyber Games 2002 (20000$)[1]

### Counter-Strike
- M19 — World Cyber Games 2002 (40000$)

### FIFA 2002 WC
- ghanggi71 — World Cyber Games 2002 (20000$)

### Starcraft: Brood War
- gonia119 — World Cyber Games 2002 (20000$)

### Unreal Tournament
- GitzZz — World Cyber Games 2002 (20000$)

### Quake III: Arena
- LeXeR — QuakeCon 2002 (20000$)
- uNkind — World Cyber Games 2002 (20000$)